# Batallones de Guardianes de la Verdad
Batallones de Guardianes de la Verdad (en Árabe:سرايا أولياء الدم, Kataib Awliya al Haq) es un grupo militante originario de Irak que participa en la guerra civil siria desde el derrocamiento del gobierno baazista, y participa en el bando lealista contra el Gobierno de Transición Sirio y Hay'at Tahrir al-Sham.

## Historia
Los Batallones de Guardianes de la Verdad se establecieron el 25 de enero de 2025, después de un anuncio de su creación contra lo que ellos llaman organizaciones militantes "takfiri", en referencia de los sunitas Hay'at Tahrir al-Sham y el Estado Islámico con el fin de defender a los chiitas y alauitas.  El 4 de febrero de 2025, los Batallones Guardianes de la Verdad publicaron su primera declaración en video mostrando su apoyo a Irán y Hezbolá en Siria.